# Japan Tobacco
La Japan Tobacco (日本たばこ産業株式会社?, Nihon Tabako Sangyō Kabushiki-gaisha), abbreviata JT, è una delle principali compagnie produttrice di sigarette del Giappone e quarta multinazionale del tabacco (dopo China Tobacco, Altria Group e British American Tobacco).

## Storia
Le origini della compagnia risalgono al 1898. Registrata nel 1949 come Japan Tobacco and Salt Public Corporation (日本専売公社?, Nippon Senbai Kōsha), fu monopolio di stato fino al 1985, quando divenne una compagnia pubblica. Fu, per due terzi, di proprietà del ministero delle finanze giapponese fino al giugno 2004. La quota di governo giapponese è attualmente del 50%.
La JT International (JTI), acquisita nel 2006 dalla R. J. Reynolds Tobacco Company, è una divisione operativa di Japan Tobacco Inc. che gestisce la produzione internazionale, il marketing e le vendite dei marchi del gruppo di sigarette. Essa commercializza i marchi Camel, Salem e Winston fuori dal territorio statunitense; opera anche in ambito alimentare, farmaceutico, agro-alimentare, metalmeccanico ed immobiliare. Completò la più grande acquisizione estera mai avvenuta nella storia del Giappone attraverso l'acquisizione del Gallaher Group PLC nell'aprile del 2007. Inoltre, la Japan Tobacco gestisce anche il museo dei Sali e Tabacchi a Tokyo.

## Mercato
Japan Tobacco controlla il 66,4 % del mercato di sigarette in Giappone e cercherà di acquisirne altro dal 2009, fino ad arrivare a 1,4 miliardi di yen (15 miliardi di dollari statunitensi) acquisendo la Gallaher Group. Il presidente Hiroshi Kimura commenta che prossime acquisizioni saranno appropriate dopo l'integrazione completa della Gallaher nel 2009.

## Marchi

### Marchi principali
- Camel (fuori dagli USA)
- American Spirit
- Mild Seven
- Salem (fuori dagli USA)
- Winston (fuori dagli USA)
- Silk Cut
- Benson & Hedges
- Sobranie
- LD
- Glamour

### Altri marchi
- Amadis
- Amber Leaf
- Arsenal
- Aspen
- Belomorkanal
- Cabin
- Caster
- Club
- Contessa
- Crescent & Star
- Doral
- Dorchester
- Embassy
- A Export A
- Frontier
- Fusion
- Genghis Khan
- Gold Coast
- Hamlet
- Hi-Lite
- Hope
- Islands
- Kosmos
- Luch
- Lviv
- MacDonald
- Magna
- Mercedes
- Mi-Ne
- Monte Carlo
- More
- Nasha Prima
- Nevskie
- North Star
- Now
- Overstolz
- Peace
- Peter 1
- Premier
- Prima
- Russian Style
- Seven Stars
- Slavia
- Sportsman
- Sterling
- St. Michel
- Sweet Menthol
- Vantage
- Wave
- Winchester
- Wings
- YSL